# Нога Митрофан Петрович
Митрофан Петрович Нога (19 серпня 1914, с. Ключеводське, Харківська губернія, Російська імперія — 22 грудня 1986, Київ, Українська РСР, СРСР) — радянський воєначальник, Герой Радянського Союзу (17 листопада 1939) за бої на Халхин-Голі (був командиром ескадрильї 70-го винищувального авіаційного полку 110-ї змішаної авіаційної дивізії 1-ї армійської групи). Генерал-лейтенант авіації (1958).

## Біографія
Народився 19 серпня 1914 року в селі Ключеводському (тепер Нововодолазького району Харківської області) в селянській родині. Українець. Член ВКП(б) з 1939 року. Закінчив сім класів неповної середньої школи. Працював слюсарем на Харківському авіаційному заводі.
У 1932 році за комсомольською путівкою вступив до 9-ї військової школи льотчиків і льотчиків-спостерігачів в місті Харкові. Після її закінчення в 1933 році служив в авіачастинах Київського та Забайкальського військових округів пілотом, командиром ланки та ескадрильї.
З 11 травня по 16 вересня 1939 року брав участь у боях з японськими військами на річці Халхин-Гол у Монголії. За час боїв здійснив 109 бойових вильотів, багаторазово брав участь у штурмівці наземних цілей. Тільки з 20 по 28 серпня 1939 року зі своїм підрозділом під час нальоту на аеродром противника спалив 16 літаків, у тому числі два бомбардувальника. Взяв участь у 22 повітряних боях, знищив дев'ять винищувачів противника особисто і два бомбардувальника в групі. За час бойових дій його ескадрилья збила 82 японських літака.
Указом Президії Верховної Ради СРСР від 17 листопада 1939 року за мужність і героїзм, проявлені при виконанні військового та інтернаціонального обов'язку, старшому лейтенанту Митрофану Петровичу Нозі присвоєно звання Героя Радянського Союзу з врученням ордена Леніна і медалі «Золота Зірка» (№ 185).
У 1939 році, після повернення з Монголії, брав участь у вторгненні СРСР до Польщі.
У 1941 році закінчив Військову академію командного і штурманського складу ВПС Червоної Армії.
З 1941 року брав участь в боях німецько-радянської війни: командував 182-м винищувальним авіаційним полком ППО, 144-ю винищувальною авіаційною дивізією ППО та 256-ю винищувальною авіаційною дивізією.
За час своєї бойової діяльності (включаючи Халхин-Гол) здійснив понад 550 успішних бойових вильотів, в 120 повітряних боях збив особисто 27 і в групі з товаришами три літаки противника. За цей час він освоїв багато типів винищувачів: І-16, ЛаГГ-3, Ла-5, «Яки» різних модифікацій. Був двічі поранений.

Могила Митрофана Ноги

Після закінчення радянсько-німецької війни М. П. Нога продовжив служити в авіації: 256-ю та 181-ю винищувальними авіаційними дивізіями. У 1949 році  закінчив Вишу військову академію імені К. Є. Ворошилова. Потім командував 65-м та 52-м винищувальними авіаційними корпусами, був заступником командувача з ППО 29-ї повітряної армії, командувачем Сахалінського корпусу ППО та 12-го корпусу ППО.
З 1963 року генерал-лейтенант авіації М. П. Нога у запасі. Працював в авіаційній промисловості, вів активну громадську роботу. Жив у Києві.
Помер 22 грудня 1986 року. Похований у Києві на Берковецькому міському кладовищі (ділянка № 77).

## Військові звання
лейтенант (19.03.1936)
старший лейтенант (27.08.1937)
майор (29.11.1939)
підполковник (30.07.1942)
полковник (24.10.1943)
генерал-майор авіації (03.08.1953)
генерал-лейтенант авіації (1958)

## Нагороди
Герой Радянського Союзу (17 листопада 1939) з врученням ордена Леніна і медалі «Золота Зірка» (№ 185).
Також нагороджений чотирма орденами Червоного Прапора, орденом Суворова 2-го ступеня, орденом Кутузова 2-го ступеня, двома орденами Вітчизняної війни 1-го ступеня, двома орденами Червоної Зірки, медалями, іноземними орденами.